# Охрана вод
Охрана вод обеспечивает защиту от загрязнения и истощения и восстановление водных ресурсов.

## Обеспеченность водными ресурсами
Мировые запасы воды на Земле огромные. Однако, это преимущественно соленая вода Мирового океана. Запасы пресной воды, потребность людей в которой является особенно большой, незначительные и исчерпываемые. Во многих местах планеты чувствуется нехватка её для орошения, потребностей промышленности, питья и других бытовых потребностей.
Большинство пресной воды сконцентрировано в ледниках Антарктиды и Гренландии. Третий по величине источник воды — подземные воды.
В течение последних лет за приблизительными подсчётами потребность в воде выросла в 10 раз. Соотношение прихода и расходов воды с учётом изменений её запасов за выбранный интервал времени для определённого объекта называется водным балансом.
Вообще учёту подлежат атмосферные осадки, конденсация влаги, горизонтальный перенос и отложение снега, поверхностный и подземный приток, испарение, поверхностный и подземный сток, изменение запасов влаги в почве и др.
Под водными ресурсами в широком понимании воспринимаются все виды воды, которые находятся в Земле, на её поверхности и в атмосфере. В более узком понимании под водными ресурсами понимаются те естественные воды, которые можно использовать в настоящее время, управляя их режимом, а также воды, что могут быть использованы в ближайшей перспективе и над управлением которыми идет работа.
Исходя из этого определения, в понятие «водные ресурсы» включаются только пресные воды суходола. На практике к такой категории доступных для использования вод в настоящий момент относят речной сток и пригодные для эксплуатации подземные воды.
Водные ресурсы считаются физически неисчерпаемыми, но в своем размещении и режиме стока они выдерживают прямое и посредственное влияние других компонентов естественного комплекса и антропогенное давление, вследствие чего отличаются значительными колебаниями и неравномерностью распределения, а также по своим качественным характеристикам.

## Охрана водных ресурсов
Генеральная стратегия в отрасли охраны водных ресурсов, как части охраны природы, во всех странах мира предусматривает: подчинение интересов отдельных водопользователей национальным интересам; применение экологически чистых («зелёных») технологий в производстве для улучшения качества вод, предотвращение их загрязнения и перегрева; возможность позитивных изменений в окружающей среде с учётом альтернативных вариантов водоснабжения и водопотребления.
Обеспечение экологического равновесия и полное удовлетворение потребностей населения и общественного хозяйства водой возможны при улучшении качества воды и водного режима рек, рациональном использовании воды предприятиями всех отраслей общественного хозяйства и воссоздании водных ресурсов.
Всем промышленным и сельскохозяйственным предприятиям
- проводить мероприятия по экономному использованию водных ресурсов;
- применять современные эффективные и совершенные технические средства и технологии, чтобы предотвратить большие потери и загрязнение воды;
- контролировать качество и количество сброшенных в водные объекты промышленных стоков и тому подобное.